# 北京市通惠陵园
北京市通惠陵园，位于北京市通州区宋庄镇师姑庄村，是北京市属陵园之一。

## 简介
北京市通惠陵园位于通州区境内，背靠群山，南压区夏，东和潮白河邻近，西与长安街东延长线邻近。通惠陵园内种植花草树木，建有各类建筑，其中的长思阁供立体安葬用。
北京市通惠陵园、北京市太子峪陵园、北京市八达岭人民公墓、北京市金山陵园是根据北京市人民政府1987年第18次常务会议精神而建的联营公墓。